# Invalidovna
Invalidovna (en français Hôtel des Invalides) est un bâtiment de Karlín, un quartier de Prague.

## Histoire
Invalidovna a été construit à partir de 1731-1737 comme un dortoir pour les invalides de guerre (anciens combattants) par Kilián Ignác Dienzenhofer. Son modèle était l'Hôtel des Invalides, un bâtiment pour les anciens combattants inauguré à Paris en 1679. Seulement un neuvième de la conception originale a été réalisé. Tout au plus, environ 1200 occupants y ont vécu. En 1935, tous les habitants ont été déplacés vers un autre "Invalidovna", à Hořice, et le bâtiment a alors été utilisé par l'armée tchécoslovaque. Après cela, il a abrité les archives militaires. Le bâtiment a été endommagé par une grande inondation en 2002, et la plupart des documents d'archives ont été détruits. Le bâtiment attend actuellement une coûteuse reconstruction. Un avenir possible envisagé est de l'utiliser comme une partie de la Faculté Philosophique de l'Université Charles de Prague. 
La station de métro Invalidovna est nommée d'après ce bâtiment.

## Quelques vues

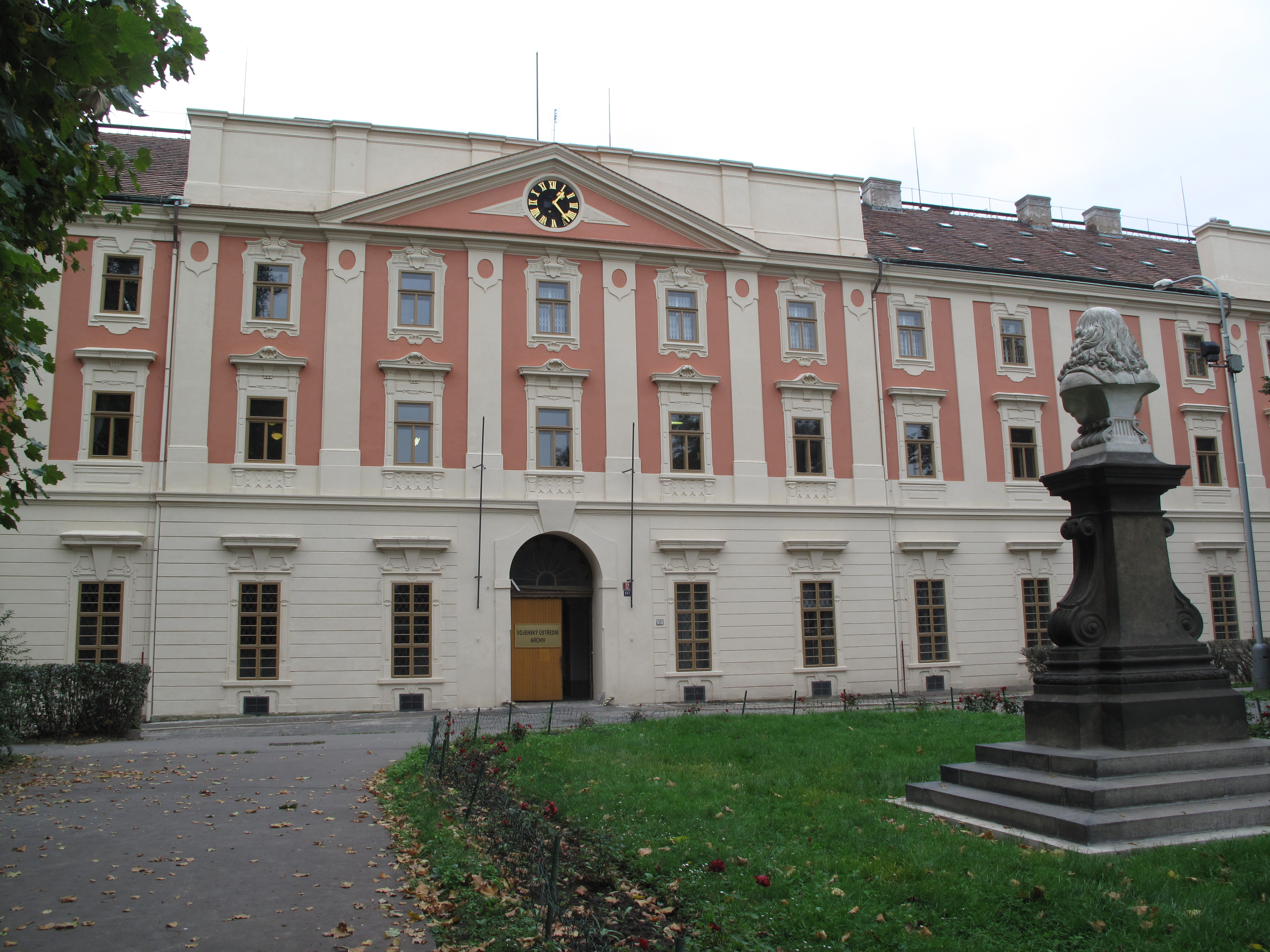
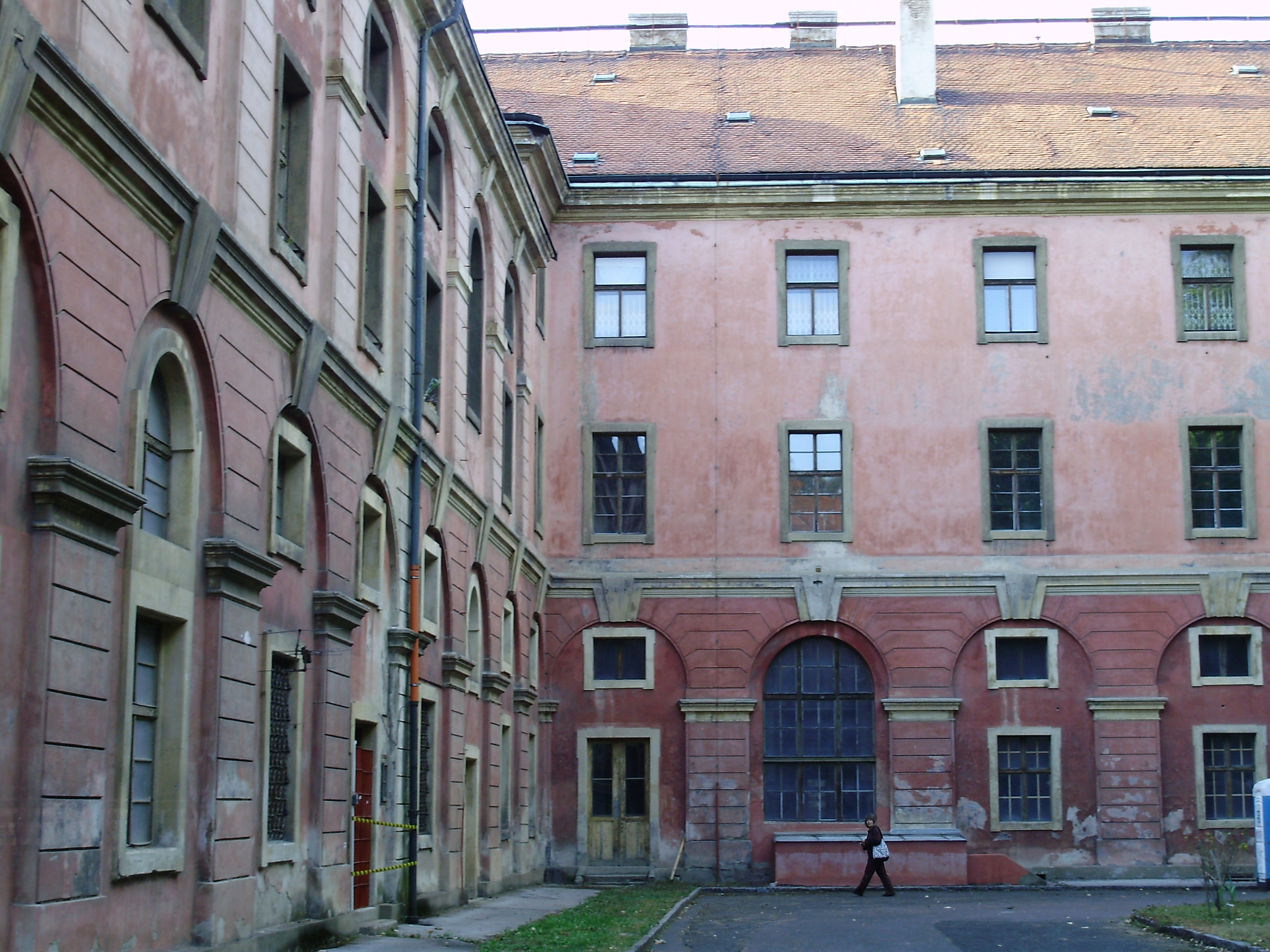
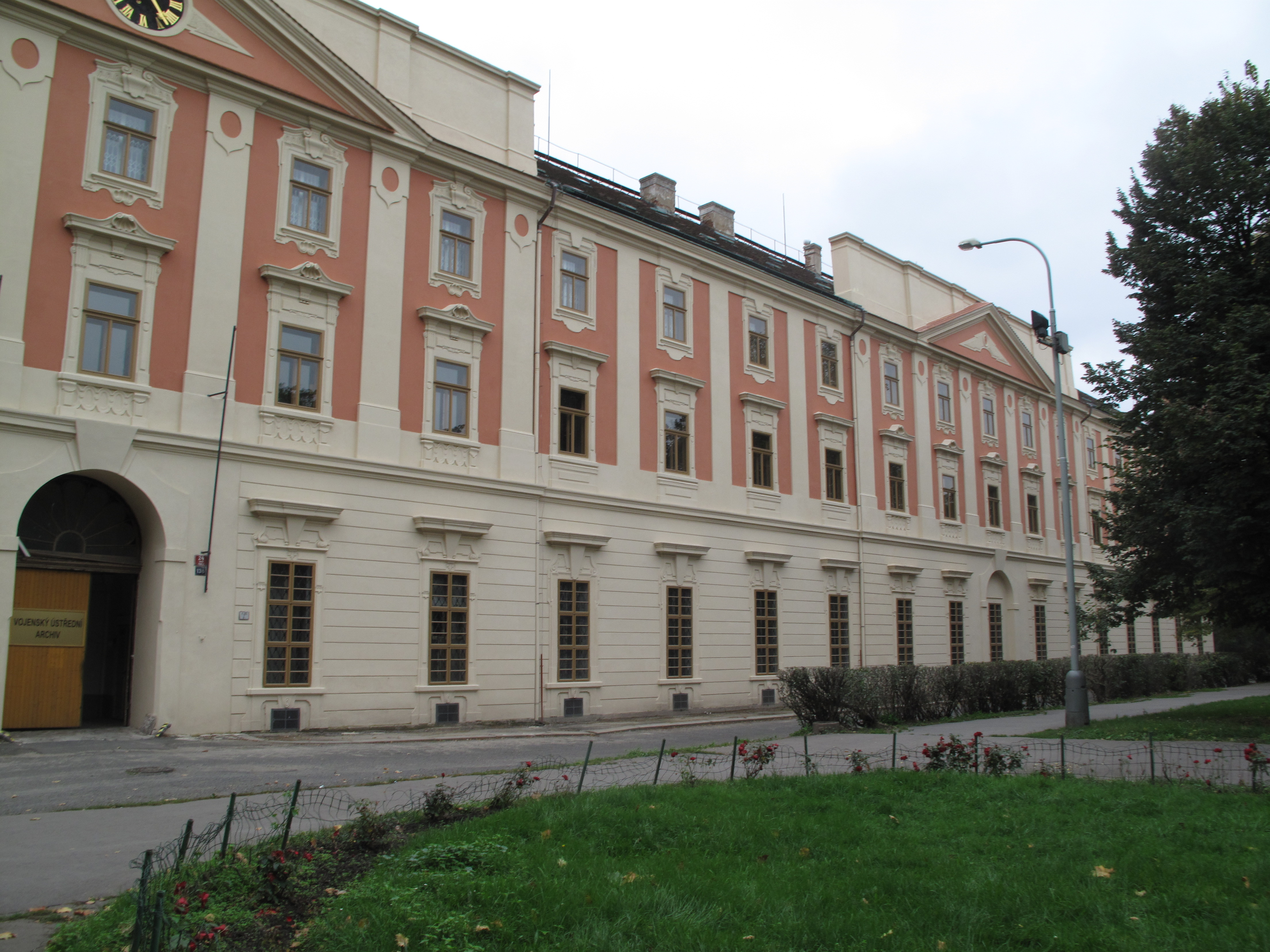
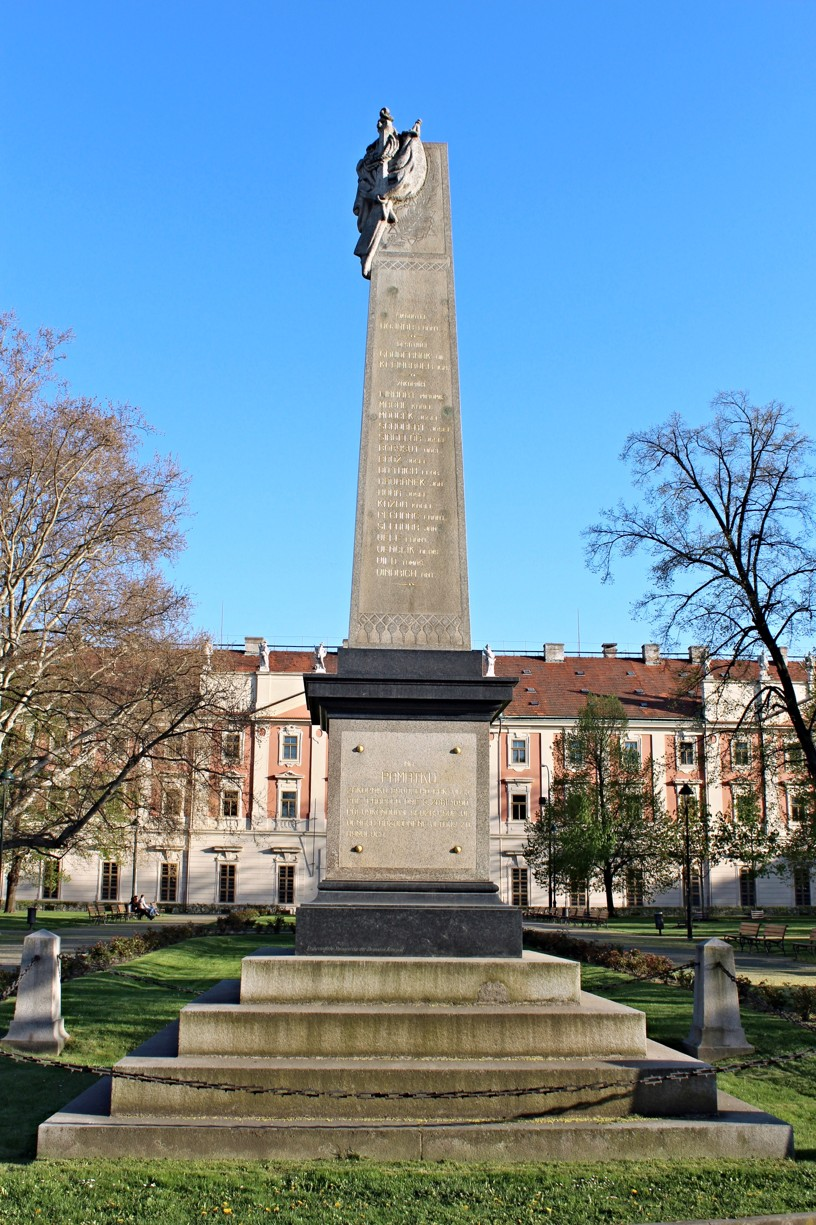
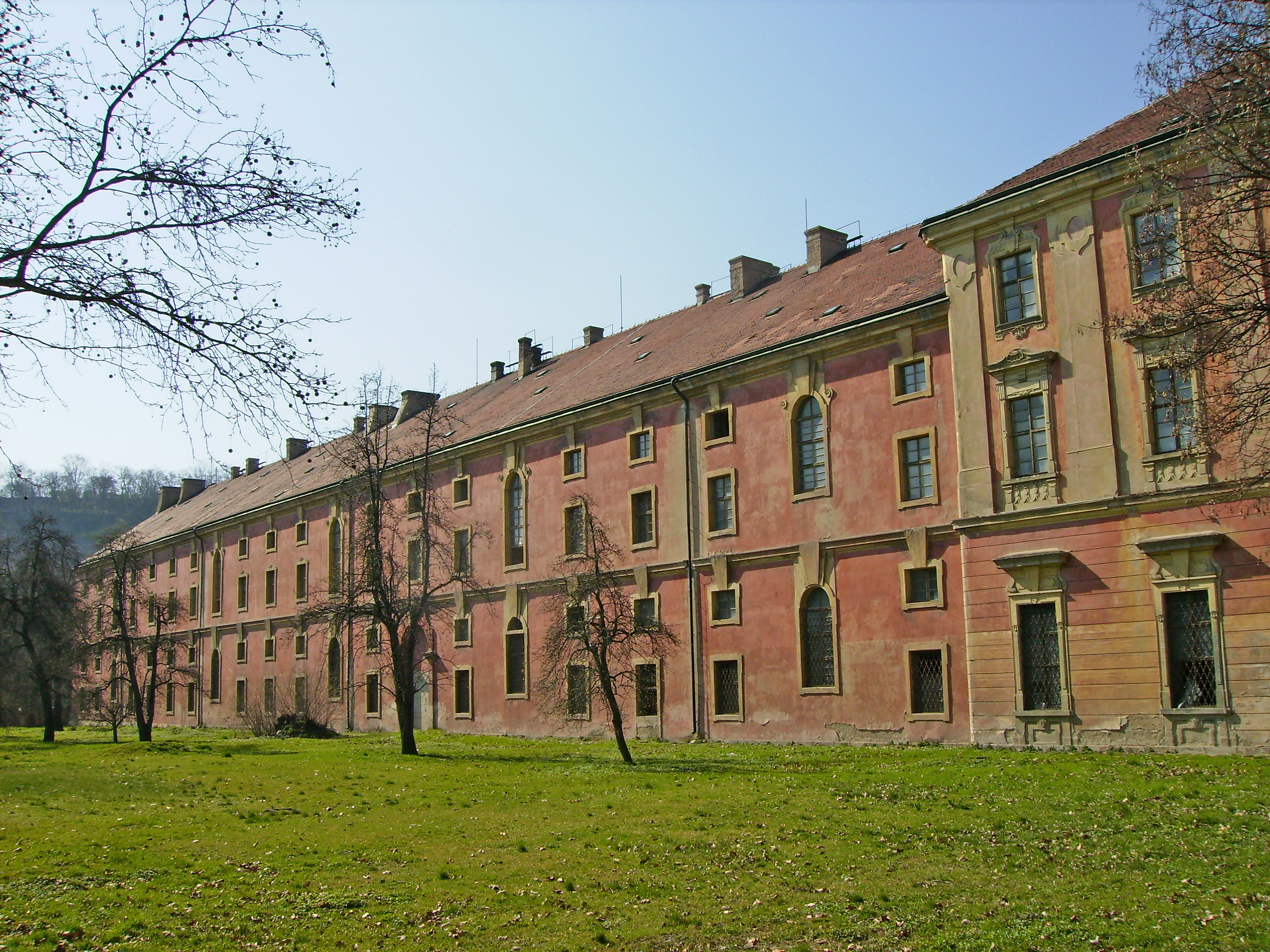